# أمرزي (اسم)
أَمْرَزِيّ هو اسم علم مذكر من أصل عربي، ومعناه هو الرجل الذي اشتد قلبه وقوي و الأمرزي هو الظريف.